# Саманлы
Саманлы (тур. Samanlı Dağları) — невысокий горный хребет в западной части полуострова Малая Азия (Турция). Начинается у мыса Бозбурун, на берегу Мраморного моря, и далее по полуострову Боз горизонтально уходит на восток до города Гейве, расположенного в долине реки Сакарья. На севером склоне берет начало река Сериндере, к югу от центральной части хребта лежит озеро Изник, которое питают ручьи, стекающие с южного склона. Высоты постепенно повышаются при движении с запада (максимальная ок. 900 м) на восток (максимальная 1601 м). По склонам расположены оливковые рощи, сады, у подножий — города Ялова, Гельджюк, Орхангази, Изник и другие.